# Trifurcula rusticula
Trifurcula rusticula là một loài bướm đêm thuộc họ Nepticulidae. Nó được miêu tả bởi Meyrick năm 1916. Nó được tìm thấy ở Ấn Độ.